# Malá Lhota (Libošovice)
Malá Lhota je malá vesnice, část obce Libošovice v okrese Jičín. Nachází se asi 1 km na sever od Libošovic. V roce 2009 zde bylo evidováno 32 adres. V roce 2001 zde trvale žil jeden obyvatel.
Malá Lhota leží v katastrálním území Rytířova Lhota o výměře 3,27 km2.

## Pamětihodnosti
- Lípy na Malé Lhotě, dvojice památných stromů na návsi
- socha světce pod lipami
- několik příkladů lidové architektury